# Большой аргус
Большой аргус, или фаза́н а́ргус (лат. Argusianus argus), — вид курообразных птиц из семейства фазановых, обитающая в джунглях Юго-Восточной Азии. Один из самых крупных представителей фазановых. Выделяется в монотипный род аргусов, или фазанов аргусов (Argusianus). Его не следует путать с двумя видами близкородственных хохлатых аргусов рода Rheinardia.

## Описание
Оперение аргуса бурого цвета, шея снизу рыжеватая, голова синего цвета, на темени имеется венец из чёрных волосоподобных перьев, ноги красные. Самец аргуса украшен длинным хвостом, длина его тела с хвостом превышает два метра. На крыльях самцы имеют очень длинные второстепенные маховые перья с рисунком в виде больших глазков. Молодые самцы приобретают взрослую окраску только на третьем году жизни. Этому узору птица обязана своим названием, данному Карлом Линнеем: в древнегреческой мифологии Аргус — многоглазый великан. Самка меньших размеров и скромнее окрашена. У неё короткий хвост, глазчатый узор на крыльях отсутствует.

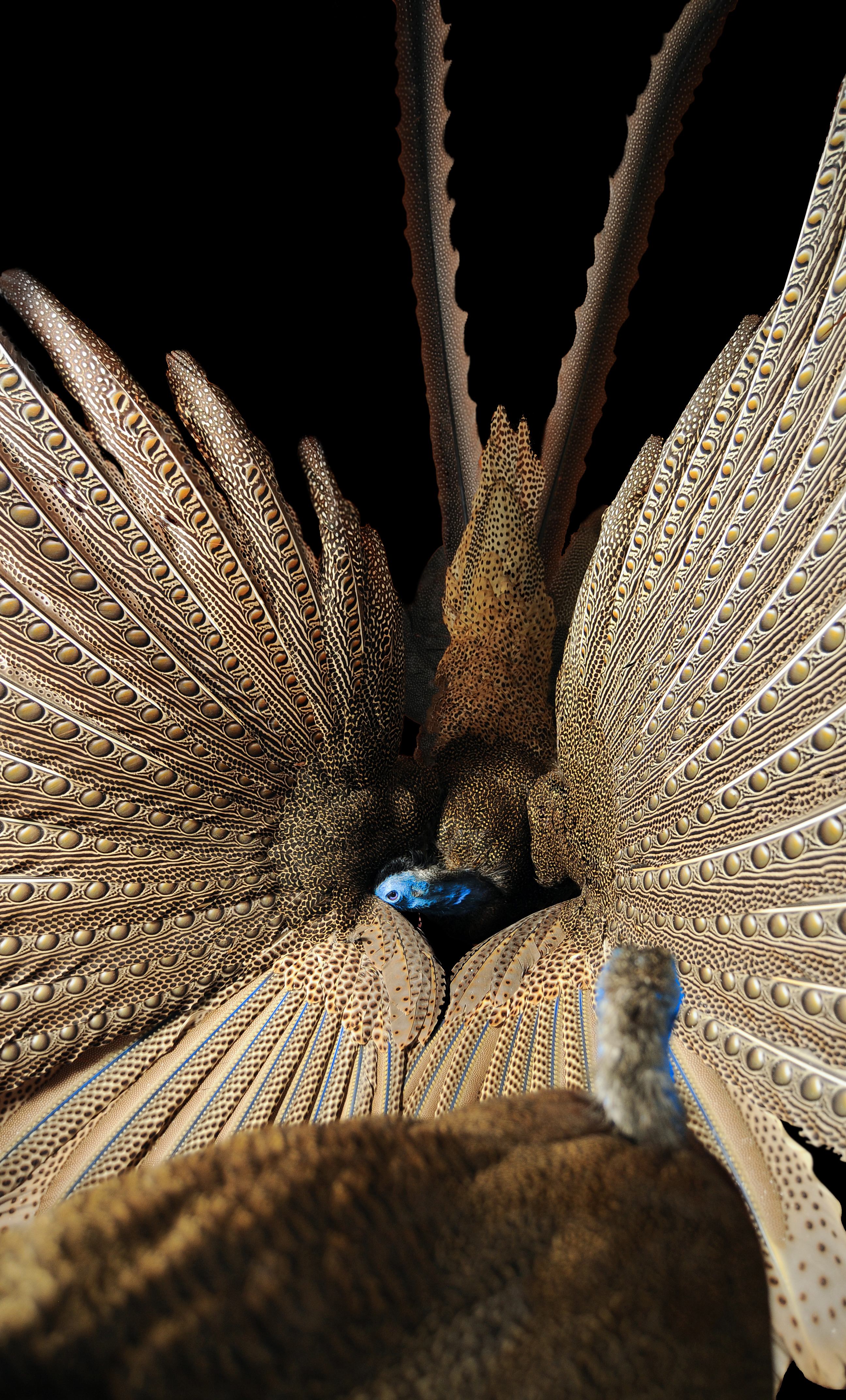
Самец аргуса в демонстративной позе

Отсутствие копчиковой железы выделяет большого аргуса среди прочих курообразных.

## Ареал и места обитания
Вид распространён в джунглях Борнео, Суматры и Малайского полуострова.

## Питание
Птицы питаются в лесу ранним утром и вечером.

## Размножение
В период токования самец очищает открытое место в лесу, готовя площадку для брачных танцев. Он привлекает внимание самки громкими призывными звуками и токовым танцем. При этом он широко расставляет свои огромные крылья со множеством «глаз» и поднимает хвостовое оперение.
Аргус является моногамным, несмотря на токовое поведение, сходное с таковым у полигамных видов птиц.
Самка откладывает всего два яйца, что также нехарактерно для представителей отряда.

## Охрана
Из-за сокращения мест обитания и охоты в некоторых областях аргус имеет статус уязвимого вида. Вид включён в Приложение II СИТЕС.

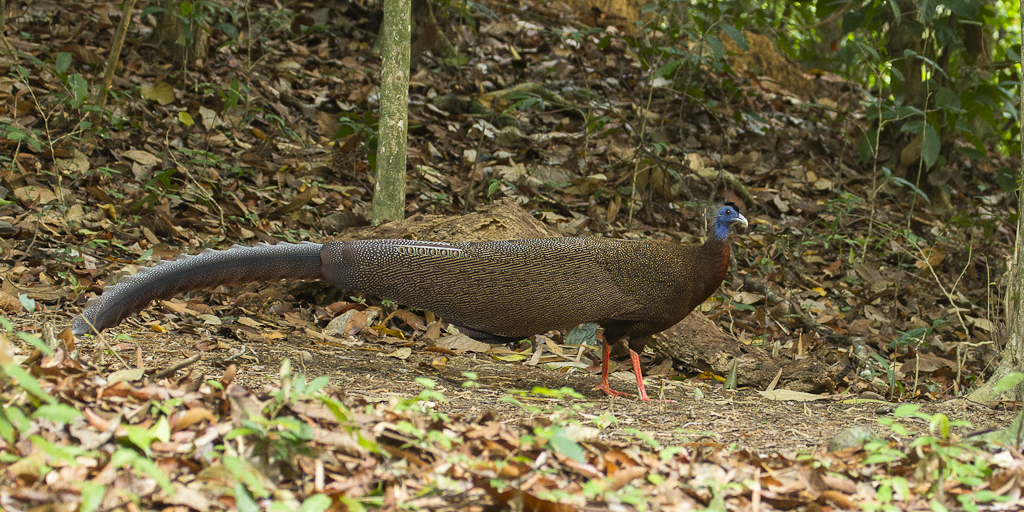
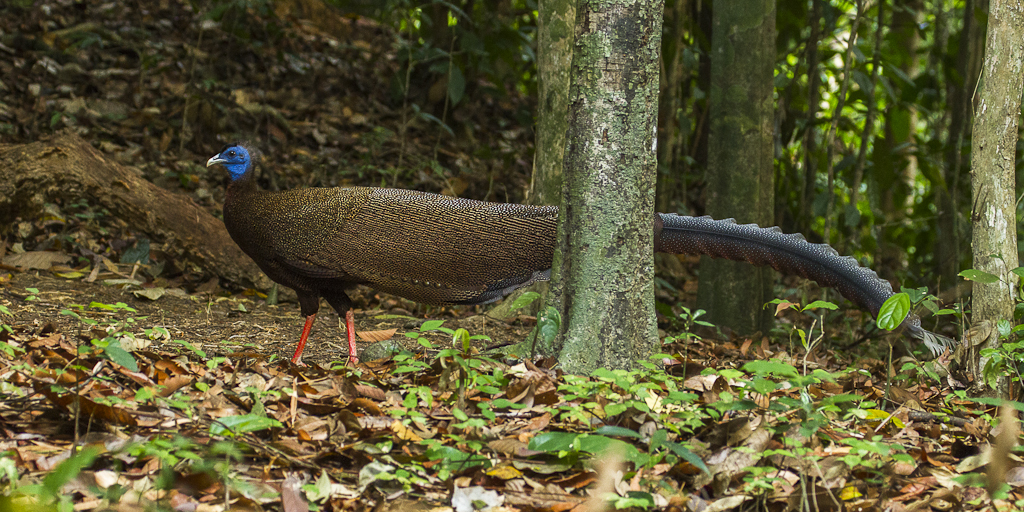

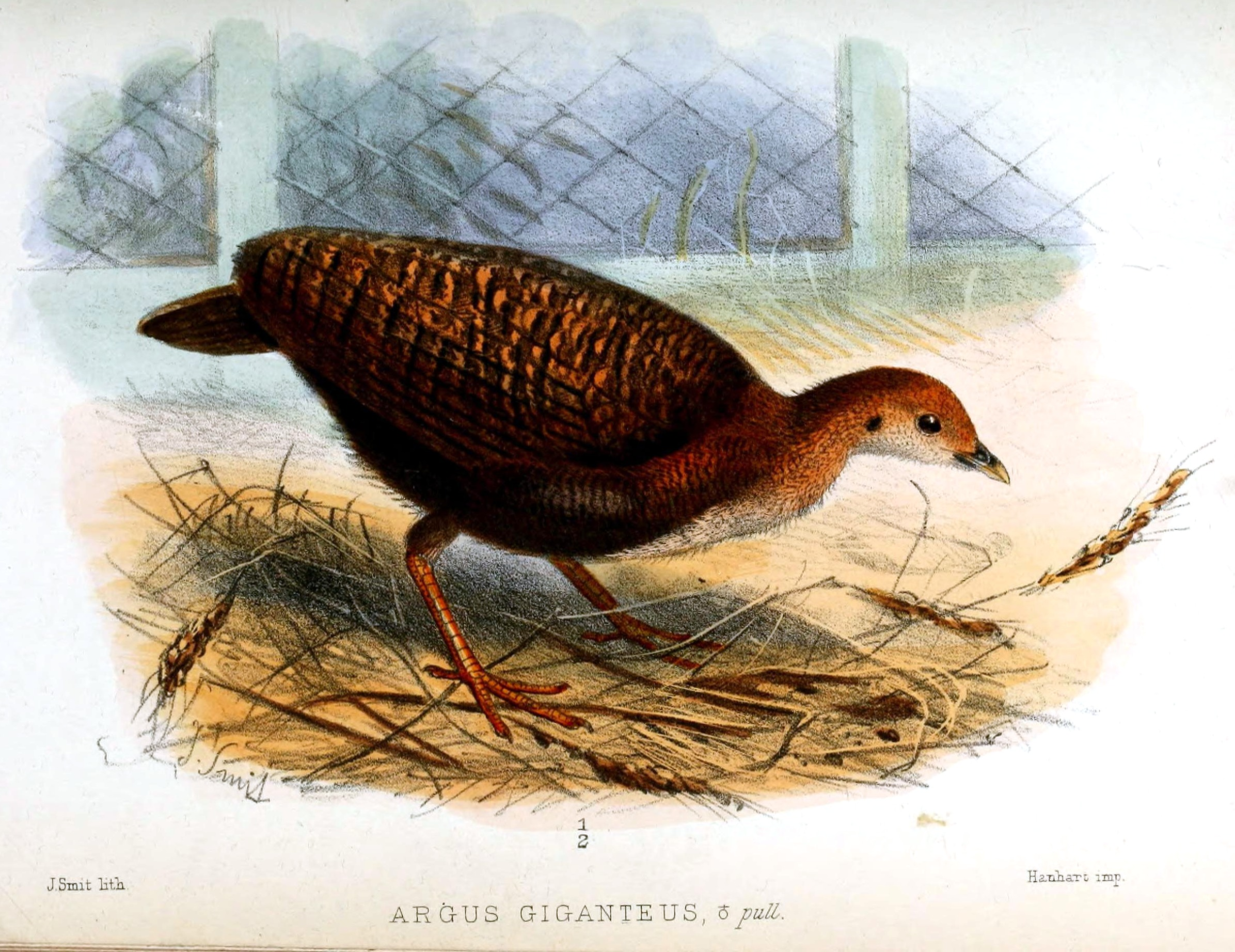
Птенец аргуса